# Myotis albescens
Espèce
Statut de conservation UICN

 LC  : Préoccupation mineure
Myotis albescens, de nom commun murin givré, est une espèce de chauves-souris américaine de la famille des Vespertilionidae.

## Description
Le murin givré est un murin de taille moyenne : une longueur totale de 7,9 à 9,6 cm et une queue de 2,7 à 4 cm de long. Il a un poids moyen de 6 g. La fourrure est longue (plus de 4 mm) et soyeuse. La couleur de base est du brun foncé au noir. L'épithète latin de l'espèce albescens fait référence aux pointes blanches des cheveux sur le dos et au péritoine blanchâtre. La membrane caudale n'est que légèrement velue.
Le dessous et les pattes de l'animal sont plus pâles que le reste du corps et la peau nue des ailes varie du brun clair au presque noir, selon l'individu. La chauve-souris a une tête arrondie avec des oreilles étroites et pointues et des pieds inhabituellement grands. Les membranes des ailes se fixent aux orteils à leur partie la plus arrière, tandis que la membrane entre les jambes est partiellement soutenue par un long calcar qui s'étend en fait au-delà de son bord pour se terminer en une petite bosse arrondie.

## Répartition

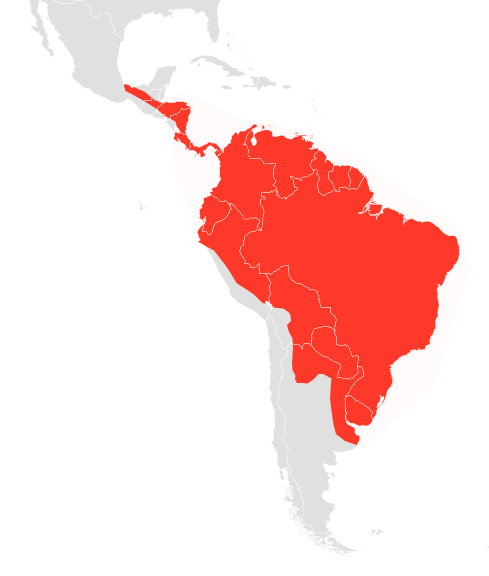
Répartition de Myotis albescens

La répartition de Myotis albescens s'étend du sud du Mexique à la Bolivie.

## Comportement

### Colonie
Comme la plupart des chauves-souris, les murins givrés sont nocturnes et sont plus actifs immédiatement après le coucher du soleil et avant l'aube.
Les lieux naturels sont sous l'écorce des arbres, dans les arbres creux et les trous d'arbres, ainsi que dans les crevasses et les grottes. Le murin givré peut être présent souvent dans les bâtiments et autres structures. Il préfère des environnements plus ouverts avec un certain degré de ventilation et de lumière.
Les animaux peuvent partager leurs gîtes avec d'autres espèces telles que Eptesicus furinalis, Myotis nigricans, Molossus sinaloae et des espèces du genre Molossops, Eumops et Tadarida. Les colonies se composent de femelles et de mâles ; les animaux solitaires sont rares.
Le murin givré n'hiberne pas, mais peut se mettre en léthargie pendant les saisons plus fraîches avec des températures comprises entre 5 et 25 °C pendant la journée.

### Alimentation
L'espèce est insectivore, souvent d'insectes lents. Le spectre alimentaire comprend des coléoptères, des diptères et des papillons, mais des os de petits poissons furent également trouvés dans l'estomac.
Le murin givré survole souvent des surfaces lisses à une hauteur de quelques centimètres afin de détecter les proies au moyen de l'écholocation et ensuite de l'attraper avec ses pattes. Les appels d'écholocation ont une fréquence de 46 à 75 kHz et un volume allant jusqu'à 111 dB.

### Prédation
Le Tyran quiquivi fut observé comme un prédateur.

### Reproduction
Les mâles et les femelles dorment ensemble, les femelles s'accouplent avec plusieurs de leurs partenaires. Il n'y a pas de saison de reproduction particulière dans la plupart des parties de l'aire de répartition et les femelles donnent généralement naissance à deux ou trois petits chaque année. La fécondation ne se produit pas avant trois mois après l'accouplement, ce qui indique que les femelles peuvent probablement stocker le sperme dans leur corps pendant cette période, pouvant ainsi contrôler le moment de leur grossesse. La gestation dure environ trois mois et aboutit à la naissance d'un seul enfant.
Les jeunes sont sevrés vers l'âge d'un mois, période à laquelle toutes leurs dents permanentes sont sorties. Les femelles atteignent la maturité sexuelle à seulement deux mois, bien que les mâles ne soient pas fertiles pendant six ou sept mois après la naissance.